# Marcela Prieto
Marcela Prieto, née le 11 mars 1992 à Aguascalientes, est une coureuse cycliste mexicaine.

## Biographie
Marcela Prieto pratique l'athlétisme et le duathlon jusqu'à l'âge de 20 ans, avant de finalement choisir le cyclisme. En 2012 et 2013, elle court d'abord en sur piste, où elle remporte un titre de championne nationale de poursuite par équipes et représente le Mexique lors de la Coupe du monde de cyclisme sur piste 2012-2013.
À partir de 2014, elle participe de plus en plus à des courses sur route avec l'équipe mexicaine Estado de Mexico Faren, notamment lors du Tour d'Italie féminin 2014, compétition qu'elle dispute à nouveau en 2015 avec l'équipe nationale mexicaine. En 2016, elle participe également  à des courses en Europe avec l'équipe semi-publique Conade-Visit Mexico, dont le Tour de l'Ardèche. De 2017 à 2019, elle roule exclusivement sur le continent américain. En 2018, elle signée avec Swapit-Agolico, une équipe mexicaine UCI et connait une série de succès avec une victoire au classement général du Tour du Guatemala, une victoire d'étape au Tour de Colombie et une victoire au Grand Prix du Comité Olympique National. En 2019, elle gagne la Vuelta Tica Internacional avec deux victoires d'étapes.
La pause forcée et les restrictions de mouvement causés par la pandémie de Covid-19 ont conduit à une baisse de motivation, à la suite de laquelle elle pense à abandonner le cyclisme. Par la suite, elle se remotive avec l'objectif de se qualifier pour les Jeux olympiques de 2024. Même si elle ne fait pas partie d'une équipe enregistrée auprès de l'UCI avec le Pato Bike BMC Team et que la participation aux courses internationales est parfois compliquée, elle décroche un certain nombre de victoires en 2023 et 2024, avec notamment une victoire d'étape et une deuxième place du Tour of the Gila.
En tant que meilleure coureuse mexicaine au classement mondial UCI 2023, elle est nommée par sa fédération pour la course en ligne des Jeux olympiques de 2024. Elle n'avait jamais été sélectionnée auparavant pour les championnats du monde ou les championnats panaméricains. En 2023, elle participe toutefois aux Jeux d'Amérique centrale et des Caraïbes ainsi qu'aux Jeux panaméricains et termine dans le top 10 à chaque fois. Aux championnats du Mexique sur route, ses meilleurs résultats sont deux troisièmes places dans la course sur route en 2015, 2017.

## Palmarès

### Par années
- 2012
  -  Championne du Mexique de poursuite par équipes
- 2015
  - 3e du championnat du Mexique sur route
- 2017
  - 2e de la San Dimas Stage Race
  - 3e du championnat du Mexique sur route
- 2018
  - Tour du Guatemala :
    - Classement général
    - 2e étape

  - 4e étape du Tour de Colombie
  - Grand Prix du Comité Olympique National
  - 2e du Tour du Costa Rica
  - 3e du Tour de Colombie
  - 3e du Grand Prix ICODER
  - 10e du Tour de Californie
- 2019
  - Vuelta Tica Internacional :
    - Classement général
    - 1re et 2e étapes
- 2023
  - 1re étape du Tour of the Gila
  - 2e de la Redlands Bicycle Classic
  - 2e du Tour of the Gila
  - 3e du Tour du Costa Rica

### Classements mondiaux
| Année                                 | 2015 | 2016 | 2017 | 2018 | 2019 | 2020 | 2021 | 2022 | 2023 | 2024 |
| ------------------------------------- | ---- | ---- | ---- | ---- | ---- | ---- | ---- | ---- | ---- | ---- |
| Classement UCI                        | 439e | nc   | nc   | 132e | 110e | 593e | 867e | nc   | 363e | 156e |
| UCI World Tour                        |      | nc   | nc   | 110e | nc   | nc   | nc   | nc   | nc   | nc   |
|                                       |      |      |      |      |      |      |      |      |      |      |
| Légende : nc = non classéSource : UCI |      |      |      |      |      |      |      |      |      |      |